# Flipper le dauphin
Pour les articles homonymes, voir Flipper (homonymie).
Flipper le dauphin (Flipper) est une série télévisée américaine en 88 épisodes de 25 minutes, créée par Ricou Browning et Jack Cowden, et diffusée entre le 19 septembre 1964 et le 15 avril 1967 sur NBC.
En France, la série a été diffusée pour la première fois le 13 novembre 1966 sur la Deuxième chaîne de l'ORTF. Elle a été rediffusée en 1975 sur TF1 dans l'émission Les Visiteurs du mercredi, en 1989 sur FR3 dans Samdynamite, de 1991 à 1992 sur M6, en 1996 sur La Cinquième, et en 2009 sur France 5 dans l'émission Midi les Zouzous.

## Synopsis
Les aventures de la famille Ricks : le père, Porter, responsable du parc aquatique Coral Key en Floride et ses  deux fils, Sandy et Bud. Mais le véritable héros de la série est Flipper, un grand dauphin apprivoisé par Bud, qui vient en aide aux nageurs en difficulté ou aux naufragés.

## Distribution
- Brian Kelly (VF : Bernard Woringer puis Hubert Noël) : Porter Ricks
- Luke Halpin (VF : Bernard Pisani) : Sandy Ricks
- Tommy Norden (VF : Pascal Bressy) : Bud Ricks
- Flipper : cinq dauphins femelles ont été utilisés pour les prises de vues
- Andy Devine : Hap Gorman
- Ulla Strömstedt : Ulla Norstrand
- Denise Nickerson : Tina

Note : les infos sur la version française ont été fournies par le comédien Pascal Bressy.

## Fiche technique
- Titre original : Flipper
- Titre français : Flipper le dauphin
- Production : NBC
- Réalisateur : Ricou Browning, Stanley Z. Cherry, Joseph Gannon, Brian Kelly
- Scénaristes : Maria Little, Jack Cowden, Ricou Browning, James Buxbaum, Peter L. Dixon, Monroe Manning, Laird Koenig
- Musique : Henry Vars, Ruby Raksin, Samuel Matlovsky
- Production : Ivan Tors, James Buxbaum
- Sociétés de production : MGM Television
- Pays d'origine : États-Unis
- Langue : anglais
- Nombre d'épisodes : 88 (3 saisons)
- Durée : 25 minutes
- Dates de première diffusion :
- États-Unis : 19 septembre 1964
- France : 13 novembre 1966

### Rôle de Flipper
Flipper a d'abord été joué par deux dauphins femelles nommées Susie et Kathy. Trois autres femelles nommées Patty, Scotty et Squirt ont parfois participé au tournage. Des dauphins femelles ont été choisies parce qu'elles sont moins agressives que les mâles et que leur peau — à la différence de la peau de dauphins mâles — est généralement exempte de cicatrices et autres marques provenant des altercations avec d'autres dauphins. Ces cinq dauphins ont effectué toutes les tâches de comédien de Flipper, excepté la célèbre marche arrière, un tour qu'ils étaient incapables de réaliser complètement. Un dauphin mâle nommé Clown a été ajouté pour les scènes de la marche arrière. La fameuse « voix » de Flipper était en fait le chant trafiqué d'un martin-chasseur.
Les dauphins ont eu deux dresseurs, Robert Corbin et Ric O'Barry (qui joue également la doublure de Luke Halpin). Ric O'Barry — qui deviendra par la suite un militant du monde maritime — explique dans ses livres, ainsi que lors de l'émission Earth Day Special présentée par Oprah Winfrey, que, lorsque la production de la série Flipper s'est terminée, il a vu le dauphin Kathy mettre volontairement fin à ses jours :

« Elle était vraiment déprimée… Il faut comprendre que les dauphins et les baleines ne respirent pas inconsciemment comme nous. Chaque souffle qu'ils prennent est un effort conscient. Ils peuvent mettre fin à leur vie à chaque fois. Elle a nagé dans mes bras et m'a regardé droit dans les yeux, pris une grande inspiration et n'en a pas pris une autre. Je l'ai laissée aller, et elle a coulé sur le ventre au fond de la cuve. »

### Les différents génériques
Il existe trois génériques différents de la série. Composé par Henry Vars sur des paroles de William "By" Dunham (en). Pour la deuxième saison, de nouvelles paroles sont chantées par Frankie Randall dans les cinq premiers épisodes. Le troisième et dernier générique est une variante du premier. En France, la mélodie du générique avait pour titre : La Romance de Paris.

## Épisodes

### Première saison (1964-1965)
1. 100 mètres sous la mer (300 Feet Below)
2. Voiture rouge, voiture volée (The Red Hot Car)
3. SOS dauphin (SOS Dolphin)
4. Le Golfe au milieu (The Gulf Between)
5. Le Garçon de la ville (City Boy)
6. Dauphin à vendre (Dolphin for Sale)
7. Sans parole d'Évangile (Not Necessarily Gospel)
8. Compte à rebours pour Flipper (Countdown for Flipper)
9. Monsieur Marvello (Mr. Marvello)
10. Mon frère Flipper (My Brother Flipper)
11. Pour la deuxième fois (The Second Time Around)
12. La Femme et le Dauphin [1/2] (Lady and the Dolphin [1/2])
13. La Femme et le Dauphin [2/2] (Lady and the Dolphin [2/2])
14. Danger (Danger)
15. Le Misanthrope (The Misanthrope)
16. Le Compte en banque de Flipper (Flipper's Bank Account)
17. Le Maître nageur (The Lifeguard)
18. Le Jour du requin (The Day of the Shark)
19. Amour et Sandy (Love and Sandy)
20. De l'argent à dépenser (Money to Blow)
21. Le Trésor de Flipper (Flipper's Treasure)
22. Le Dauphin blanc (The White Dolphin)
23. Travail d'équipe (Teamwork)
24. Flipper et l'éléphant [1/3] (Flipper and the Elephant [1/3])
25. Flipper et l'éléphant [2/3] (Flipper and the Elephant [2/3])
26. Flipper et l'éléphant [3/3] (Flipper and the Elephant [3/3])
27. Baby s'occupe de Bud (Bud Minds Baby)
28. Bud le marin (Sailor Bud)
29. L'Appel du dauphin (The Call of the Dolphin)
30. Le Monstre de Flipper (Flipper's Monster)

### Deuxième saison (1965-1966)
1. Flipper et la sirène (Flipper and the Mermaid)
2. Dauphin en poursuite [1/2] (Dolphin in Pursuit [1/2])
3. Dauphin en poursuite [2/2] (Dolphin in Pursuit [2/2])
4. Flipper en péril (Flipper's Hour of Peril)
5. La Fièvre du corail (Coral Fever)
6. Junior Ranger (Junior Ranger)
7. L'Abandon [1/2] (The Ditching [1/2])
8. L'Abandon [2/2] (The Ditching [2/2])
9. Flipper et l'espion (Flipper and the Spy)
10. La Patrouille des dauphins (Dolphin Patrol)
11. Un travail pour Sandy (A Job for Sandy)
12. Flipper et les voleurs de chevaux (Flipper and the Horse Thieves)
13. Flipper et le Bounty (Flipper and the Bounty)
14. La Chasse aux requins (Shark Hunt)
15. Flipper le détective (Flipper, the Detective)
16. L'Odyssée de Flipper [1/3] (Flipper's Odyssey [1/3])
17. L'Odyssée de Flipper [2/3] (Flipper's Odyssey [2/3])
18. L'Odyssée de Flipper [3/3] (Flipper's Odyssey [3/3])
19. Le Lance-pierres (Slingshot)
20. Flipper et la cage aux requins (Flipper and the Shark Cage)
21. Le Piège à langoustes (The Lobster Trap)
22. Le Pouvoir de l'air (Air Power)
23. Le Dauphin en cadeau (Gift Dolphin)
24. Le Raton-laveur qui est venu dîner (The Raccoon who Came to Dinner)
25. Flipper rejoint la marine [1/2] (Flipper Joins the Navy [1/2])
26. Flipper rejoint la marine [2/2] (Flipper Joins the Navy [2/2])
27. Le Musée sous-marin (Flipper's Underwater Museum)
28. Eaux profondes (Deep Waters)
29. Un amour de dauphin [1/2] (Dolphin Love [1/2])
30. Un amour de dauphin [2/2] (Dolphin Love [2/2])

### Troisième saison (1966-1967)
1. Bud, agent secret (Agent Bud)
2. Désastre aux Everglades [1/2] (Disaster in the Everglades [1/2])
3. Désastre aux Everglades [2/2] (Disaster in the Everglades [2/2])
4. Dauphin perdu (Lost Dolphin)
5. L'Alerte (The Warning)
6. Flipper le Cupidon (Cupid Flipper)
7. Une course pour Flipper (An Errand for Flipper)
8. Baleine à bâbord (Whale Ahoy)
9. L'Explosion (Explosion)
10. Bud, chef d'entreprise (Executive Bud)
11. Flipper et le chiot (Flipper and the Puppy)
12. L'Île de Flipper (Flipper's Island)
13. Le Duel d'alligators (Alligator Duel)
14. Flipper et le fugitif [1/2] (Flipper and the Fugitive [1/2])
15. Flipper et le fugitif [2/2] (Flipper and the Fugitive [2/2])
16. La Sardine la plus chère du monde (The Most Expensive Sardine in the World)
17. Flipper et le phoque (Flipper and the Seal)
18. Les dauphins ne dorment pas (Dolphins Don't Sleep)
19. Tante Martha (Aunt Martha)
20. Dauphin en rançon (Dolphin for Ransom)
21. Dauphin un jour (A Dolphin in Time)
22. Une décision pour Bud (Decision for Bud)
23. La Ligne de tir [1/2] (The Firing Line [1/2])
24. La Ligne de tir [2/2] (The Firing Line [2/2])
25. Le Jour du diable (Devil Ray)
26. Le Capitaine Flint (Cap'n Flint)
27. Les Nouveaux Amis de Flipper [1/2] (Flipper's New Friends  [1/2])
28. Les Nouveaux Amis de Flipper [2/2] (Flipper's New Friends  [2/2])

## Autour de la série

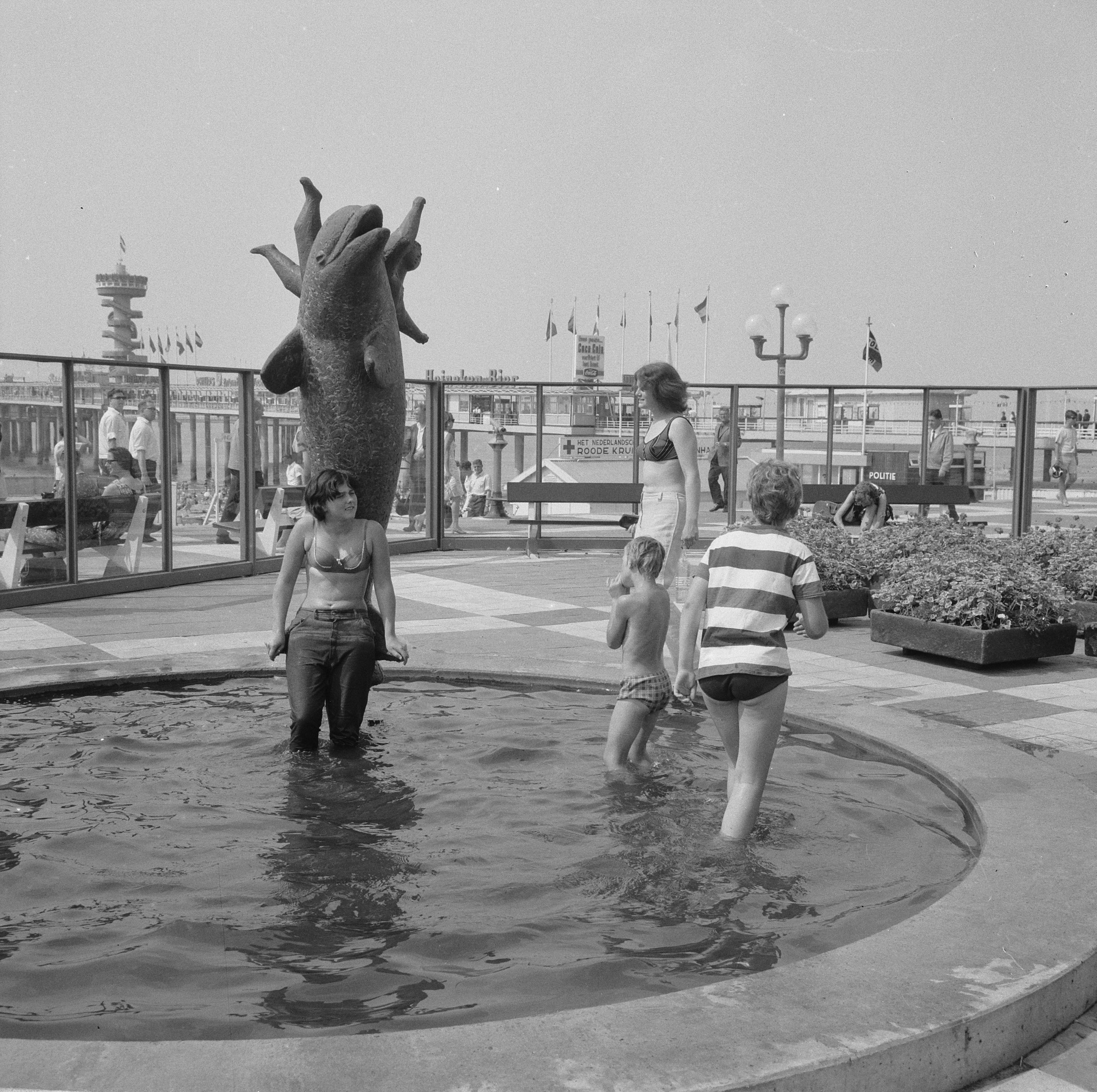
Statue de Flipper surmontant un bassin près de la jetée de Scheveningen aux Pays-Bas en 1966.

- Flipper le dauphin a connu le triomphe dans le monde entier. La série a été créée à la suite de deux films à succès : Flipper (1963) et Flipper's New Adventure (1964), dans lesquels le gentil dauphin apparaissait.

- Pour les films, une jeune dauphine nommée Mitzi avait été choisie pour le rôle. À la télévision, le rôle a notamment été tenu par les célèbres Suzy et Cathy. Tous les dauphins utilisés étaient des femelles[5].

## Produits dérivés (France)
- DVD : Flipper : L'intégrale de la saison 1 en coffret de 4 DVD, avec un nouveau doublage en français - Éditeur : 20th Century Fox ; Distributeur : Fox Pathé Europa ; 2007.